# Rudolph Striegler
Peter Ludvig Rudolph Striegler (1816 – 24. januar 1876) var en dansk fotograf og en af mediets pionerer i Danmark.
Striegler var uddannet rammemager og åbnede i 1846 Odenses første daguerreotypi-atelier. Med sin uddannelse i bagage var han i stand til at kombinere fotografiet med dekorative forgyldte rammer. Frem til 1857 rejste han rundt i landet, indtil han bosatte sig i København.
I 1860 introducerede Striegler visitkortportrættet i Danmark.
Ideen med at erstatte et trykt visitkort med et fotografi kom fra Frankrig, hvor konceptet blev patenteret af André Adolphe Eugène Disdéri i 1854. Han kamera forsynet med fire linser kunne tage mellem 8-12 fotografier på det samme glaspladenegativ. Eftersom aftrykkene kunne samles i albums, blev teknikken uhyre populær.
Striegler blev tilknyttet hoffet som kongelig hoffotograf, og i 1861 blev han tildelt medaljen Ingenio et arti.
Striegler huskes ikke mindst som en af de fotografer, som H.C. Andersen ofte frekventerede. Andersen skriver i sin dagbog for 22. oktober 1861: "[...] Stod for Striegler til 11½ der blev gjort et Par større og smaa Billeder af mig; eet fra igaar saae jeg det blev smukt."
Striegler afhændede ca. 1863 i sin forretning til Moritz Unna.